# Северный пролив
Се́верный проли́в (англ. North Channel, ирл. Sruth na Maoile) — пролив между островами Великобритания и Ирландия, соединяет северную часть Ирландского моря с Атлантическим океаном. Имеет длину 170 км, ширину 20—40 км, глубину до 272 м (жёлоб Бофорта). В проливе наблюдаются сильные приливные течения, скорость которых достигает 12 км/ч.

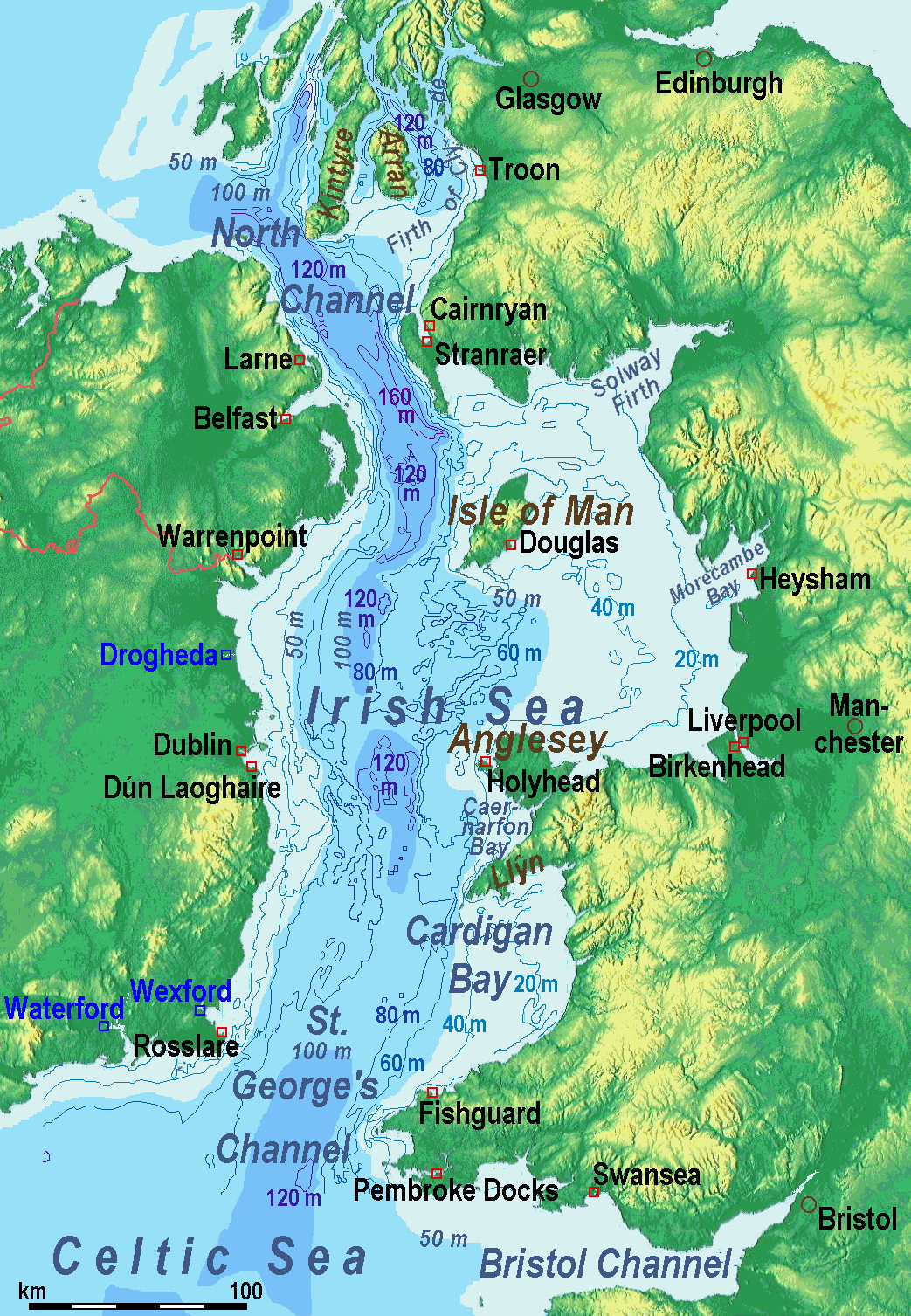
Батиметрическая карта Ирландского моря и проливов

В центральной части пролива в берега Шотландии вдаются крупный залив Ферт-оф-Клайд с многочисленными бухтами и островами. Среди других заливов — Белфаст-Лох, Лох-Райан.
Крупный порт — Белфаст. Через пролив осуществляется большое число паромных перевозок.
В январе 1953 года в проливе утонуло судно MV Princess Victoria, что привело к гибели 133 человек.